# دانیو گلولایت
دانیو گلولایت (Danio chopra) یک ماهی کوچک است که به‌صورت گله‌ای زندگی میکند و از نظر ظاهری شباهت بسیار نزدیکی به ماهی زبرای محبوب دارد. این گونه نباید با گلوفیش، یک نوع تجاری از ماهی زبرا که به‌صورت فلورسنت به نظر می رسد و در تاریکی زیر نور فرابنفش می درخشد، اشتباه گرفته شود.

## مراجع
1. ↑  Vishwanath, W. (2010). "Danio choprae". The IUCN Red List of Threatened Species. IUCN. 2010: e.T168588A6520445. doi:10.2305/IUCN.UK.2010-4.RLTS.T168588A6520445.en. Retrieved 14 January 2018.

- Glowlight danio on FishBase

## لینک های خارجی
- دانیو چوپرای